# Ventenac
Ventenac település Franciaországban, Ariège megyében. Lakosainak száma 235 fő (2022. január 1.). Ventenac Calzan, Carla-de-Roquefort, Dun, Gudas, L’Herm, Malléon, Roquefort-les-Cascades és Ségura községekkel határos.

## Népesség
A település népessége az elmúlt években az alábbi módon változott:
| Lakosok száma | 170  | 175  | 182  | 224  | 223  | 231  | 235  | 234  | 235  | 235  |
|               | 1968 | 1982 | 1990 | 2006 | 2013 | 2015 | 2017 | 2019 | 2020 | 2022 |